# National Geographic Society
National Geographic Society —en español: Sociedad Geográfica Nacional— es una de las organizaciones internacionales más grandes del mundo sobre educación y ciencia. Inicialmente tenía el objetivo de avanzar hacia el conocimiento de la geografía y del mundo para el público en general, pero actualmente sus intereses incluyen la geografía, la arqueología, las ciencias naturales, el estudio de las culturas del mundo, la historia y la promoción de la conservación del medio ambiente y del patrimonio histórico. Con este objetivo, concede becas de exploración y publica mensualmente una revista, National Geographic.

## Orígenes
Fue fundada en Estados Unidos el 27 de enero de 1888 por 33 hombres interesados en "organizar una sociedad para el incremento y la difusión del conocimiento geográfico".  Comenzaron a discutir la formación de la sociedad dos semanas antes del 13 de enero de 1888. Gardiner Greene Hubbard se convirtió en su primer presidente, y su yerno, Alexander Graham Bell fue su sucesor el 7 de enero de 1898.
En septiembre de 2015, se anunció la venta del 73 % de National Geographic Society a la corporación multinacional de medios de comunicación 21st Century Fox: se reorganizaron la sociedad y sus medios y publicaciones, que pasaron a denominarse National Geographic Partners y adquirieron contrario que la anterior, ánimo de lucro. De esta forma, esta nueva sociedad controlada por Fox se hizo con la propiedad de la National Geographic y de sus cadenas de televisión, aunque Fox ya era copropietaria de estas últimas.
Actualmente las cadenas de televisión de National Geographic son controlados por Walt Disney Television, debido a la compra de 21st Century Fox por The Walt Disney Company, en 2019.

## La revista

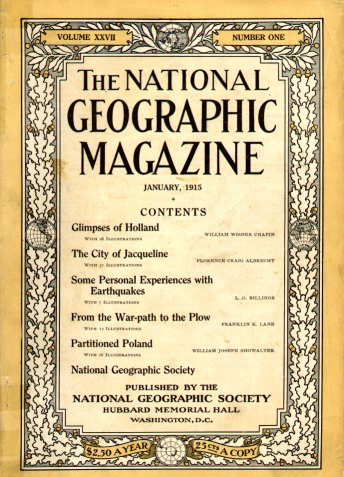
Portada de la edición de enero de 1915.

The National Geographic Magazine, más tarde abreviado a National Geographic, es una publicación mensual, aunque ocasionalmente se han realizado ediciones especiales. Se publica ininterrumpidamente desde el 22 de septiembre de 1888, cuando se publicó el primer número de la revista. Además de los artículos sobre diversos lugares, historia y cada rincón del planeta, la revista es reconocida ampliamente por su calidad de edición y sus estándares en las fotografías, lo que la hace el hogar de los mejores periodistas gráficos en el mundo. Incluso publicó fotografías en color a comienzo del siglo XX, cuando esta tecnología era incipiente.
También es muy conocida por los frecuentes mapas detallados que ofrece sobre las regiones que visita. Incluso los archivos de los mapas de la Sociedad han sido utilizados por el gobierno de los Estados Unidos cuando sus recursos cartográficos eran limitados. Los suscriptores de la revista tienden a coleccionarlos y pueden adquirir cajas especiales para guardarlos por año[cita requerida].
En julio de 1959, se inició la publicación de fotos en la tapa frontal de la revista: anteriormente, solo contenían texto.
En la década de 1980, la revista tenía una tirada de 12 millones de ejemplares mensuales solo en Estados Unidos. Una foto de portada de junio de 1985 fue el retrato de una joven refugiada de Afganistán de bellos ojos. Su imagen pasó a ser mundialmente famosa. Después de la invasión liderada por Estados Unidos a ese país, se realizó una búsqueda de la joven. Fue identificada en 2002 como Sharbat Gula. Su historia fue contada en la edición de marzo de 2003 de la revista.
En 1995, National Geographic comenzó a publicarse en japonés, y fue la primera edición en un idioma local. Actualmente la revista se publica en diferentes idiomas, incluyendo el árabe, hasta octubre de 2010.
En 2015, la revista tenía 3,5 millones de suscriptores en Estados Unidos y otros tres millones en el resto del mundo.

## Otras publicaciones
The National Geographic School Bulletin es una revista similar a National Geographic, pero orientada a jóvenes en edad escolar. Fue publicada durante el año lectivo desde 1919 hasta 1975, cuando fue reemplazada por National Geographic World. En 1984 la sociedad creó National Geographic Traveler, que fue seguida en 1999 por National Geographic Adventure Magazine y en 2001 por National Geographic for Kids. Además publica Historia National Geographic, Viajes National Geographic, Catálogos de National Geographic, etc.
La sociedad también publica materiales educativos, mapas temáticos, atlas, DVD y numerosos libros. 
Más recientemente, edita su propia página web en Internet con búsquedas temáticas históricas.

## Televisión
La National Geographic Partners también ha explorado el uso de la televisión como un medio para llevar los viajes de sus corresponsales y programas de interés educacional, cultural y científico al hogar de las personas. Los programas especiales del National Geographic se han emitido durante muchos años en Estados Unidos por la PBS, la televisión pública. Los programas televisivos empezaron en 1964 en la CBS, para trasladarse a la ABC en 1973 y finalmente a la PBS en 1975. En septiembre de 1997, la sociedad lanzó su propio canal televisivo internacional, la National Geographic Channel que se puede ver por cable y vía satélite. En 2001 se lanzó en Estados Unidos.
En 2007 National Geographic Channel pasó a llamarse NATGEO, para tener un nombre más corto. Este nombre solo se usa para referirse al canal televisión.
En 2007 National Geographic Channel lanza un nuevo canal televisivo internacional llamado NatGeo y Yo, un canal de televisión para el entretenimiento y aprendizaje de los más pequeños (de 2 a 6 años) que ofrece contenidos exclusivos para niños, creados por un equipo de expertos, con el objetivo de alentar a los niños a explorar el mundo que los rodea, su barrio, su cuarto y su universo, el mundo animal, moderno, o simplemente situaciones de la vida cotidiana de manera participativa, educativa y social. El bloque se extendía desde las 6 a. m. hasta las 12 p. m., pero a comienzos del 2009 dejó de emitirse.
Antes de la adquisición final por Fox, empleados de National Geographic denunciaron que ciertos programas tenían pocos fundamentos científicos y caían en el sensacionalismo.

## Apoyo a investigaciones y proyectos

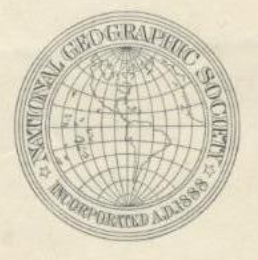
Emblema histórico de la National Geographic Society

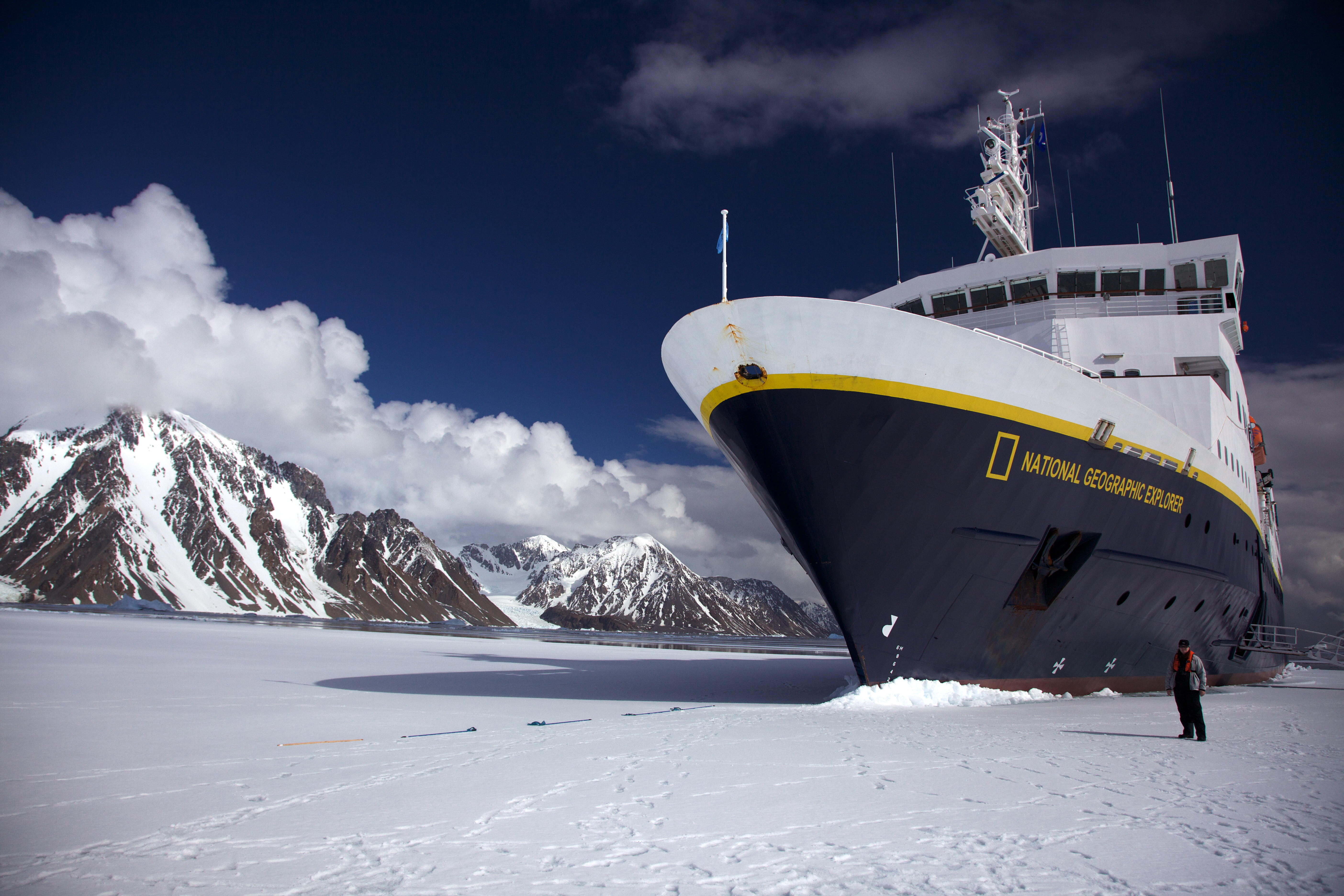
National Geographic Explorer en la Antártida

La sociedad ha ayudado como patrocinadora de muchas expediciones y proyectos de investigación a través de los años, incluyendo:
- Hiram Bingham - 1912-15 (excavaciones en Machu Picchu).[2]
- Richard E. Byrd - 29 de noviembre de 1929 (primer vuelo sobre el Polo Sur).[3]
- Jane Goodall - 1961 (estudios sobre chimpancés).[3]
- Dian Fossey - (gorilas de montaña).[2]
- George Bass - 1984 (arqueología submarina).[3]
- Robert Ballard - septiembre de 1985 (Titanic).[3]
- Louis y Mary Leakey - (descubrimiento del fósil de Zinjanthropus, más de 1,75 millones de años de antigüedad).
- Paul Sereno - enero de 1993 (dinosaurios).[2]
- Junio de 1998 (descubrimiento de fósiles de dinosaurio en China con características desconocidas).[3]
- Ian Baker 1998 (descubrimiento de las cascadas de Tsangpo Gorge, en el Tíbet).[11][12]
- Gustavus McLeod - 10 de mayo de 1999 (primer vuelo al Polo Norte en un avión de cabina abierta).[13]
- Jacques-Yves Cousteau - (exploración submarina).[11]
- Lee Berger - (las huellas más antiguas del hombre moderno).[14][15]

La sociedad patrocina muchos proyectos sociales, como AINA, una organización radicada en Kabul dedicada al desarrollo de medios de comunicación independientes en Afganistán. También organiza The National Geographic Bee, un concurso anual de geografía para estudiantes de escuelas medias de Estados Unidos.
Por todo ello, en 2006 fue galardonada con el Premio Príncipe de Asturias de Comunicación y Humanidades. En el ejemplar de marzo de la edición inglesa de dicho año, apareció una nota del presidente John Fahey y una fotografía de Eloy Alonso en la página 14.

#### Premios National Geographic / Buffett
Los Premios National Geographic / Buffett para el Liderazgo en la Conservación se establecieron en asociación con la Fundación Howard G. Buffett para reconocer y celebrar a los héroes de la conservación no reconocidos que trabajan en el campo. Se otorgan dos premios cada año: uno por logros en África y el otro por logros en América Latina. Estas personas sobresalientes han demostrado liderazgo en la gestión y protección de los recursos naturales en sus regiones y países, y son defensores de la conservación que sirven como modelos y mentores.
- 2014: Enriqueta Velarde (Veracruz, México)[19]
- 2017: Rosamira Guillen Guillen (Colombia)
- 2018: Leonidas Nzigiyimpa (Burundi) / Pablo Garcia Borboroglu (Argentina)[20]